# Енрике Пишон-Ривиере
Вижте пояснителната страница за други личности с името Енрике.
Енрике Пишон-Ривиер (на френски: Enrique Pichon-Rivière) е аржентински психиатър, социолог и психоаналитик, един от основоположниците на психоанализата в Аржентина.

## Биография
Роден е на 25 юни 1907 г. в Женева, Швейцария. Родителите му са французи и емигрират в Аржентина, когато той е на три години.
През 1940 г. заедно с Анхел Гарма, Рамон Хосе Каркано и Арналдо Расковски Пишон-Ривиер основава Аржентинската психоаналатична асоциация. Те заедно са и основатели на Школата по социална психология.
Женен е за Арминда Аберастури, която също е психоаналитик.
Умира на 16 юли 1977 г. в Буенос Айрес на 70-годишна възраст.